# Jiang Kanghu

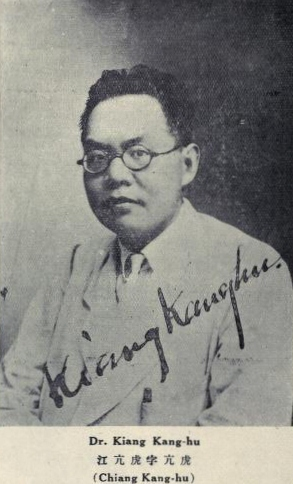
Jiang Kanghu

Jiang Kanghu (chinesisch 江亢虎, Pinyin Jiāng Kànghú, auch Chiang K'ang-Hu, Kiang Kang-Hu, * 18. Juli 1883 in Shangrao; † 7. Dezember 1954 in Shanghai) war ein chinesischer Literaturwissenschaftler und Politiker.
Jiang studierte in China klassische chinesische Literatur und erhielt eine moderne Ausbildung in Japan, Belgien und den USA. Er wirkte nach 1900 als Direktor des Bei-Yang-Übersetzungsbüros und wurde Professor an der Kaiserlichen Universität Peking. Nach der Gründung der Republik China gründete er die anarchistische Sozialistische Partei Chinas und wurde deren Vorsitzender.
Nach Auflösung der Partei auf Befehl von Yuan Shikai ging Jiang ins Exil in die USA. Er wurde Dozent an der University of California, die ihm den Titel eines Ehrendoktors der Philosophie verlieh. Nach Reisen durch die Sowjetunion 1921 kehrte er nach China zurück und gründete die Southern University in Shanghai, deren Rektor er wurde. 1924 wurde er erneut Vorsitzender der wieder zugelassenen Sozialistischen Partei Chinas.
Jiang veröffentlichte u. a. eine Reihe von Textbüchern der chinesischen Literatur (1905), eine Vorlesungsreihe zur Weltgeschichte (1910) und zur klassischen chinesischen Literatur (1920) und Der Jadeberg, eine Anthologie von 300 Gedichten aus der Zeit der Tang-Dynastie.